# Скалл, Роберт
Роберт Скалл (англ. Robert Scull; 1917, Нью-Йорк — 1985) — американский коллекционер произведений искусства, наиболее известный своей «всемирно известной коллекцией произведений поп-арта и минимализма».

## Ранняя биография
Роберт Скалл родился в Нью-Йорке в семье русских евреев-иммигрантов, которые англизировали свою фамилию Сокольников. Его детство прошло в Нижнем Ист-Сайде Манхэттена. Его интерес к современному искусству проявился, когда он в десятилетнем возрасте посетил Метрополитен-музей.

## Карьера
Роберт Скалл бросил среднюю школу, но учился и посещал ряд курсов по искусстве, в том числе выполняя разные работы. Он трудился внештатным иллюстратором и промышленным дизайнером, пока не скончался отец его жены Этель, оставивший им долю в его успешном бизнесе такси. Скалл вложил свою унаследованную долю бизнеса в свою собственную «Super Operating Corporation», в которой работало 400 водителей и числилось 130 автомобилей. Позднее его фирма стала известна как «Ангелы Скалла» (англ. Scull’s Angels). Скалл даже нанял Эми Вандербильт, специалиста по этикету, чтобы научить своих водителей вежливости в общении с клиентами.
Благодаря успешному бизнесу Скалл вместе с супругой смогли покупать работы абстрактных экспрессионистов, включая произведения Виллема де Кунинга, Барнетта Ньюмана, Марка Ротко и Франца Клайна. В 1965 году они выставили на аукцион 25 этих работ, поскольку перешли к коллекционированию работ деятелей поп-арта, включая Джаспера Джонса, Роберта Раушенберга, Энди Уорхола и Джеймса Розенквиста. Им в этом деле помогал арт-дилер Лео Кастелии. Вырученные от продажи средства пошли на создание «Фонда Роберта и Этель Скалл», миссией которого служил сбор денег для помощи неизвестным художникам.
С 1960 по 1965 год Скалл оказывал финансовую поддержку арт-дилеру Ричарду Беллами и его «инновационной» Зелёной галерее в Нью-Йорке.
Выставленная на аукцион Сотбис в 1973 году «Коллекция Роберта Скалла», состоявший из 50 лотов, преимущественно представлявших собой произведения поп-арта, принесла общий доход в $2,2 млн. Он стал первым аукционом современного американского искусства с одним продавцом. Тем не менее, нью-йоркский мир искусства окрестил его как «обналичивание нуворишей».

## Личная жизнь
Роберт Скалл женился на Этель Скалл, которая родила ему трёх сыновей: Джонатана, Стивена и Адама. Супруги развелись в 1975 году. Вторую жену Роберта Скалла звали Стефанией.

## Память
В 2010 году в Галереях Аквавелла на Манхэттене прошла выставка «Роберт и Этель Скалл: портрет коллекции» (англ. Robert & Ethel Scull: Portrait Of A Collection), где демонстрировались картины, скульптуры и рисунки таких художников как Виллем де Кунинг, Майкл Хейзер, Джаспер Джонс, Джеймс Розенквист, Майрон Стаут, Ларри Пунс, Энди Уорхол, Фрэнк Стелла, Марк Ди Суверо, Джон Чемберлен, Клас Олденбург, Уолтер Де Мария, Роберт Моррис.